# Molossiambe
Le molossiambe (grec ancien μολοσσίαμϐος, μολοσσοΐαμϐος, μολοσσὸς ἰαμϐικός ; latin molossiambos) est, dans la métrique antique, un pied de cinq syllabes à longueurs variées, composé de trois longues, d’une brève et d’une longue ou plutôt d’un molosse suivi d’un iambe ; il est noté : | — — — ∪ — |.

## Étymologie
Mολοσσίαμϐος vient de μολοσσός, « molosse » et ἴαμϐος, « iambe ».

## Usage
Le pied est mentionné par Diomède « molossiambos ex tribus longis et breui et longa temporum nouem ». Il figure chez lui entre le mésobraque, composé de deux longues, d’une brève et de deux longues (noté pour sa part | — — ∪ — — |) et le colobos, pied composé de quatre longues suivies d'une brève (noté | — — — — ∪ |).

On peut citer comme exemple de cette prosodie le mot latin « ādmīrābĭlēs ».

Marius Victorinus donne pour sa part un exemple de dimètre molossiambique latin : « Mārcēntī grădū | nēctēbānt chŏrōs ».